# Bad Birnbach
Bad Birnbach est une commune de Bavière (Allemagne), située dans l'arrondissement de Rottal-Inn, dans le district de Basse-Bavière.

## Personnalités liées à la commune
- Rosa Kempf (1874-1948), militante féministe, femme politique et enseignante, née dans la commune